# Filodej
Filodej (fra græsk: φύλλο [fyllo] 'blad') er flager af usyrnet meldej, som bruges i retter fra Balkan og Mellemøsten. Filodej er lavet af hvedemel, vand, lidt olie og raki eller hvid eddike. I nogle desserter bruges også æggeblommer. 